# Benday Dots

Beispiel für Benday Dots

Benday Dots ist eine Drucktechnik, die 1879 von Benjamin (Ben) Day (1838–1916) entwickelt wurde. (englisch dot = Fleck, Punkt)
In diesem Druckprozess entstehen aus kleinen farbig gedruckten Punkten Flächen einer anderen Farbe. Je nachdem, welchen Effekt man erzielen will, werden die Punkte nahe aneinander oder überlappend gedruckt. Somit stellen Benday Dots eine postmoderne, druckbare Erscheinungsform des Pointillismus dar.
Comicverlage haben diese Technik in den 1950er und 1960er Jahren erstmals dazu genutzt, um mit in Primärfarben gedruckten Punkten Schattierungen und Sekundärfarben auf günstige Art und Weise zu erzeugen. Roy Lichtenstein nutzte die Technik als Stilelement in seinen im Original zunächst gemalten, dann in die Drucktechnik übertragenen Kunstwerken. Als Charakteristikum wechseln bei ihm allerdings Flächen mit Dots, welche bei ihm oft plakativ so groß sind, dass sie per se wiederum kleine Flächen abbilden.
Siehe auch:
- Rasterfolie